# Фосато ди Сасо (Л'Аквила)
Фосато ди Сасо (итал. Fossato di Sasso) је насеље у Италији у округу Л'Аквила, региону Абруцо.
Према процени из 2011. у насељу је живело 18 становника. Насеље се налази на надморској висини од 355 м.